# Missile Command
Missile Command är ett arkadspel skapad av Atari 1980. 
Spelet blev snabbt en stor inkomstkälla för Atari som hade arkadmaskiner runt om i världen ända fram till början av 1990-talet. 
Spelet går ut på att ICBMer attackerar sex städer på en skärm, och spelarens uppgift är att skjuta ner dessa genom att styra ett sikte och avfyra antiballistiska missiler mot de inkommande missilerna. Det är dock omöjligt att klara spelet då spelet fortsätter i oändligheten och blir svårare och svårare. Målet är istället att nå en så hög poängsumma som möjligt. Ett krav från upphovsmannen var att det skulle vara omöjligt att någonsin klara sig igenom spelet, utgången är med andra ord given. Paralleller drogs till det på den tiden pågående kalla kriget mellan NATO-medlemsstater och Warszawapaktens medlemsstater. Ett kärnvapenkrig fruktades, och ett sådant ansågs ingen kunna vinna.